# Giám sát COVID-19
Giám sát COVID-19 liên quan đến việc theo dõi sự lây lan của dịch bệnh virus corona để thiết lập các mô hình tiến triển bệnh. Tổ chức Y tế Thế giới (WHO) khuyến nghị giám sát tích cực, tập trung vào tìm kiếm trường hợp, xét nghiệm và theo dõi truy tìm tiếp xúc trong tất cả các tình huống lây truyền bệnh. Giám sát COVID-19 dự kiến sẽ theo dõi các xu hướng dịch tễ học, phát hiện nhanh các trường hợp mới và dựa trên thông tin này, cung cấp thông tin dịch tễ học để tiến hành đánh giá rủi ro và hướng dẫn chuẩn bị đối phó dịch bệnh.

## Giám sát hội chứng
Giám sát hội chứng được thực hiện dựa trên các triệu chứng của một cá nhân tương ứng với COVID-19. Kể từ tháng 3 năm 2020, WHO khuyến nghị các định nghĩa trong những trường hợp sau:
- Trường hợp nghi ngờ: "Một bệnh nhân mắc bệnh hô hấp cấp tính (sốt và có ít nhất một dấu hiệu/triệu chứng của bệnh hô hấp, ví dụ như ho, khó thở) và tiền sử đi lại hoặc cư trú tại một địa điểm báo cáo lây truyền bệnh COVID-19 trong 14 ngày trước khi khởi phát triệu chứng" HOẶC "một bệnh nhân mắc bất kỳ bệnh hô hấp cấp tính nào và đã có tiếp xúc với trường hợp nhiễm COVID-19 được xác nhận hoặc có thể xảy ra trong 14 ngày qua trước khi khởi phát triệu chứng" HOẶC "một bệnh nhân bị bệnh hô hấp cấp tính nặng (sốt và có ít nhất một dấu hiệu/triệu chứng của bệnh hô hấp, ví dụ như ho, khó thở và phải nhập viện) và trong trường hợp không có chẩn đoán thay thế giải thích đầy đủ về biểu hiện lâm sàng".
- Trường hợp có thể xảy ra: "Một trường hợp bị nghi ngờ mà xét nghiệm virus COVID-19 không có kết luận" HOẶC "một trường hợp bị nghi ngờ mà xét nghiệm không thể được thực hiện vì bất kỳ lý do nào".
- Trường hợp được xác nhận: "Một người có xác nhận của phòng thí nghiệm về nhiễm COVID-19, không phân biệt các dấu hiệu và triệu chứng lâm sàng".
- Tiếp xúc: "Người tiếp xúc là người đã trải qua bất kỳ một trong những phơi nhiễm sau đây trong 2 ngày trước và 14 ngày sau khi xuất hiện các triệu chứng của một trường hợp có thể xảy ra hoặc trường hợp được xác nhận:

1. Tiếp xúc trực tiếp mặt đối mặt với trường hợp có thể xảy ra hoặc trường hợp được xác nhận trong vòng 1 mét và trong hơn 15 phút;
2. Tiếp xúc vật lý trực tiếp với một trường hợp có thể xảy ra hoặc trường hợp được xác nhận;
3. Chăm sóc trực tiếp cho bệnh nhân mắc bệnh COVID-19 có thể xảy ra hoặc bệnh nhân được xác nhận mà không sử dụng thiết bị bảo vệ cá nhân đúng cách;
4. Các tình huống khác được chỉ định bởi các đánh giá rủi ro địa phương".

WHO khuyến cáo báo cáo về các trường hợp nhiễm COVID-19 có thể xảy ra và trường hợp được xác nhận trong vòng 48 giờ sau khi xác định. Các quốc gia nên báo cáo trên cơ sở từng trường hợp càng nhiều càng tốt, nhưng trong trường hợp hạn chế về nguồn lực, báo cáo tổng hợp hàng tuần cũng có thể. Một số tổ chức đã tạo ra các ứng dụng nguồn cộng đồng cho giám sát sức khỏe cộng đồng, nơi mọi người có thể báo cáo các triệu chứng của họ để giúp các nhà nghiên cứu lập bản đồ các khu vực tập trung triệu chứng COVID-19.

## Giám sát virus học
Giám sát virus học được thực hiện bằng cách sử dụng các xét nghiệm phân tử cho COVID-19. WHO đã công bố nguồn tài nguyên cho các phòng thí nghiệm về cách thực hiện thử nghiệm COVID-19. Tại Liên minh châu Âu, các trường hợp được xác nhận trong phòng thí nghiệm về COVID-19 được báo cáo trong vòng 24 giờ sau khi xác định.

## Giám sát kỹ thuật số
Ít nhất 24 quốc gia đã thiết lập giám sát kỹ thuật số cho công dân của họ. Các công nghệ giám sát kỹ thuật số bao gồm các ứng dụng, dữ liệu vị trí và thẻ điện tử. Trung tâm kiểm soát và phòng ngừa dịch bệnh (CDC) ở Hoa Kỳ theo dõi thông tin du lịch của các cá nhân sử dụng dữ liệu hành khách của hãng hàng không. Tại Hồng Kông, các nhà chức trách đang yêu cầu một chiếc vòng tay và một ứng dụng cho tất cả khách du lịch. Một ứng dụng GPS được sử dụng để theo dõi vị trí của các cá nhân ở Hàn Quốc để đảm bảo chống vi phạm kiểm dịch, gửi thông báo cho người dùng và chính quyền nếu mọi người rời khỏi khu vực được chỉ định. Ở Singapore, các cá nhân phải báo cáo địa điểm của họ với bằng chứng chụp ảnh. Thái Lan đang sử dụng một ứng dụng và thẻ SIM cho tất cả khách du lịch để thực hiện kiểm dịch. Các tổ chức nhân quyền đã chỉ trích một số biện pháp này, yêu cầu chính phủ không sử dụng đại dịch làm vỏ bọc để giới thiệu giám sát kỹ thuật số xâm lấn.